# Motobécane

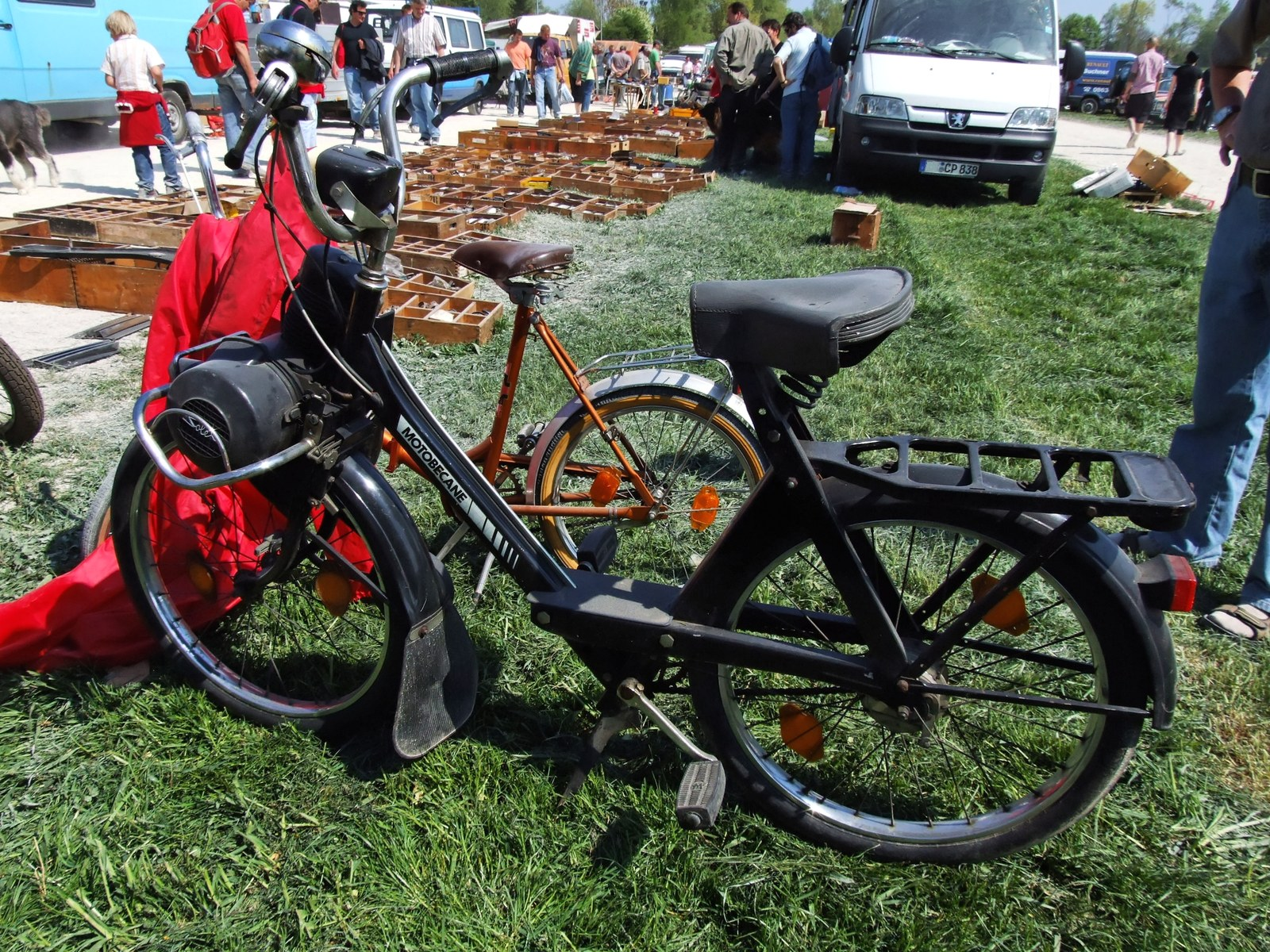
Motobécane Vélosolex Typ 3800 (1982)

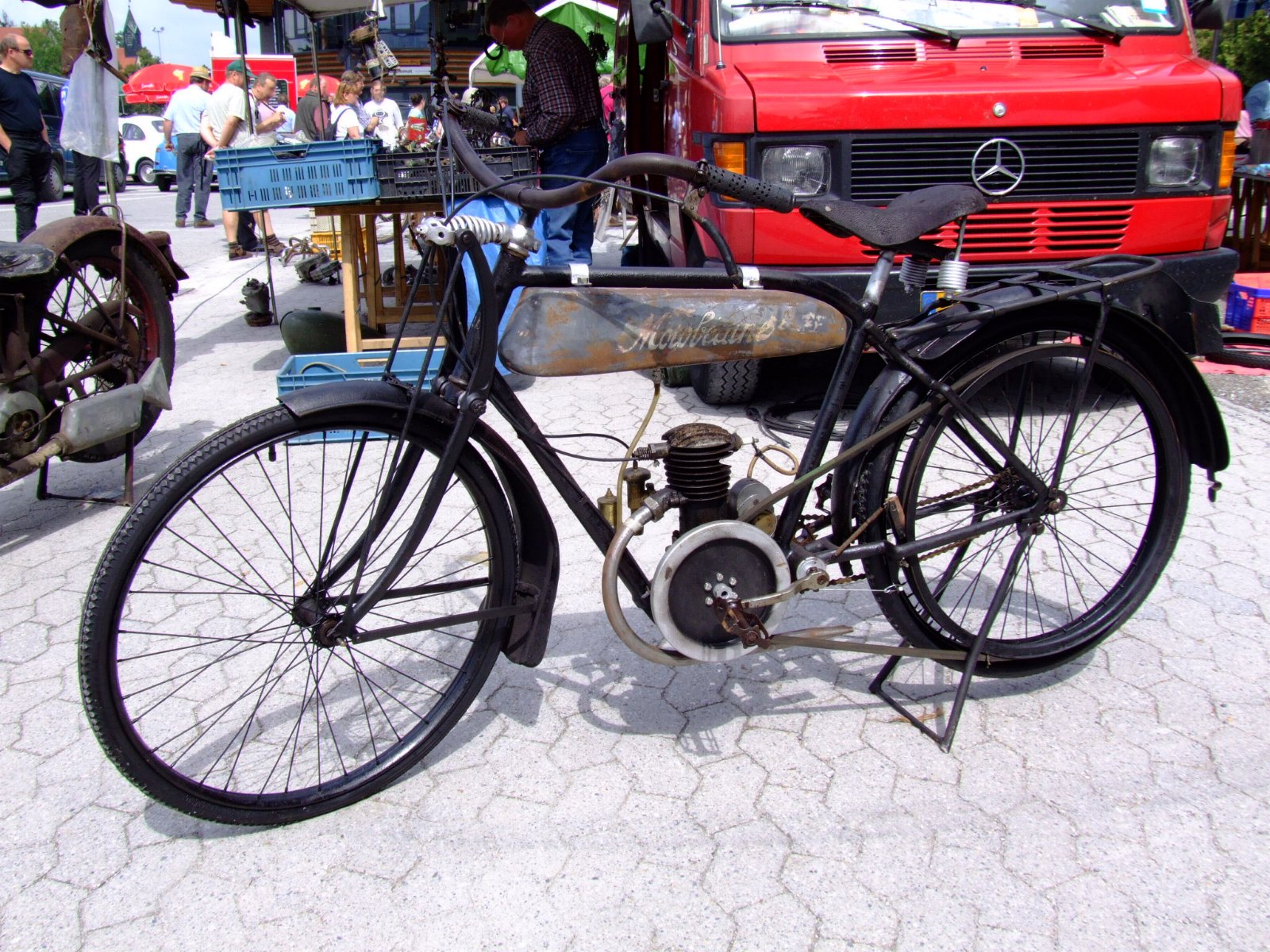
Motobécane

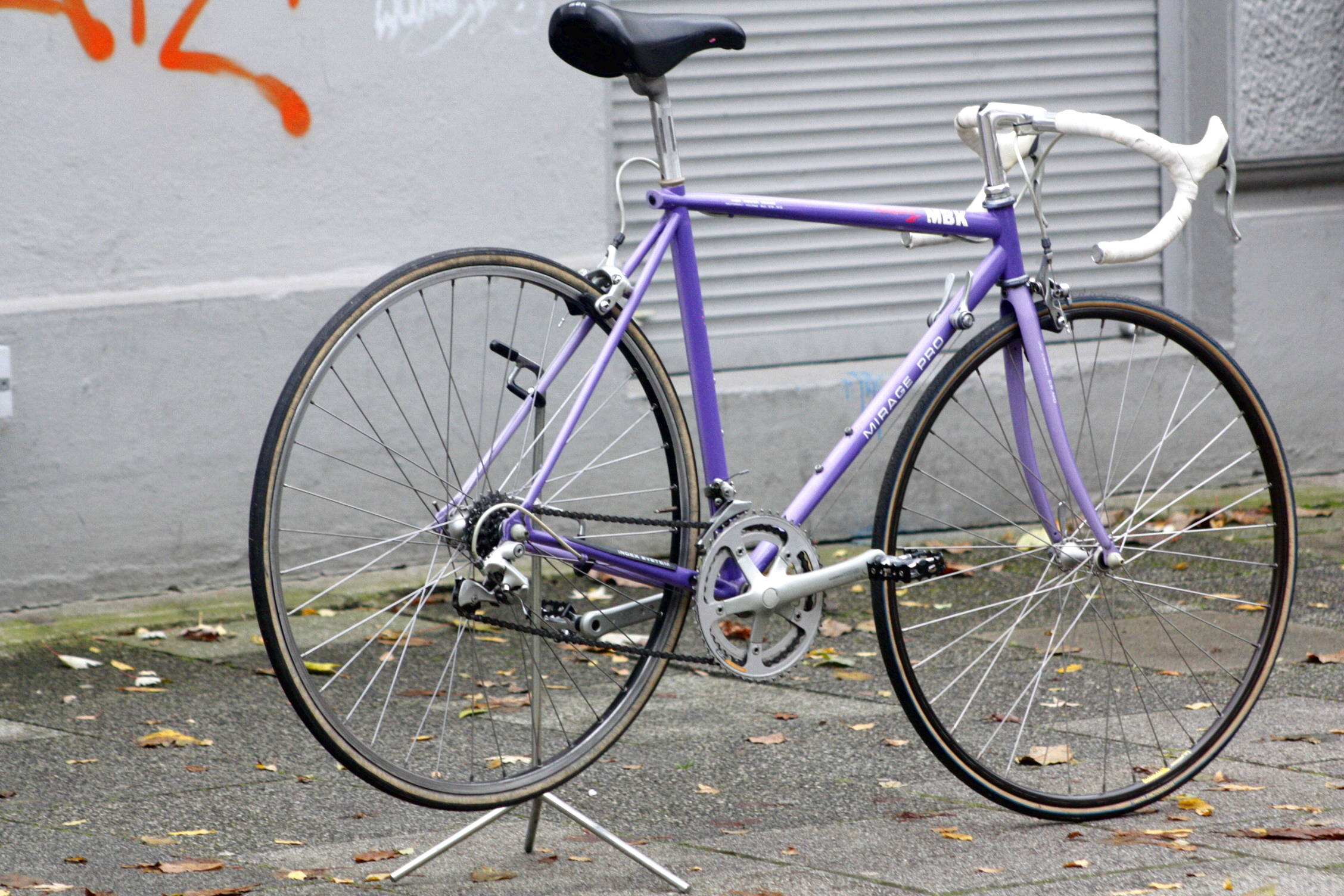
Rennrad von Motobécane, Rahmen aus Chrom-Molybdän-Stahl mit flachgezogenem Rohr

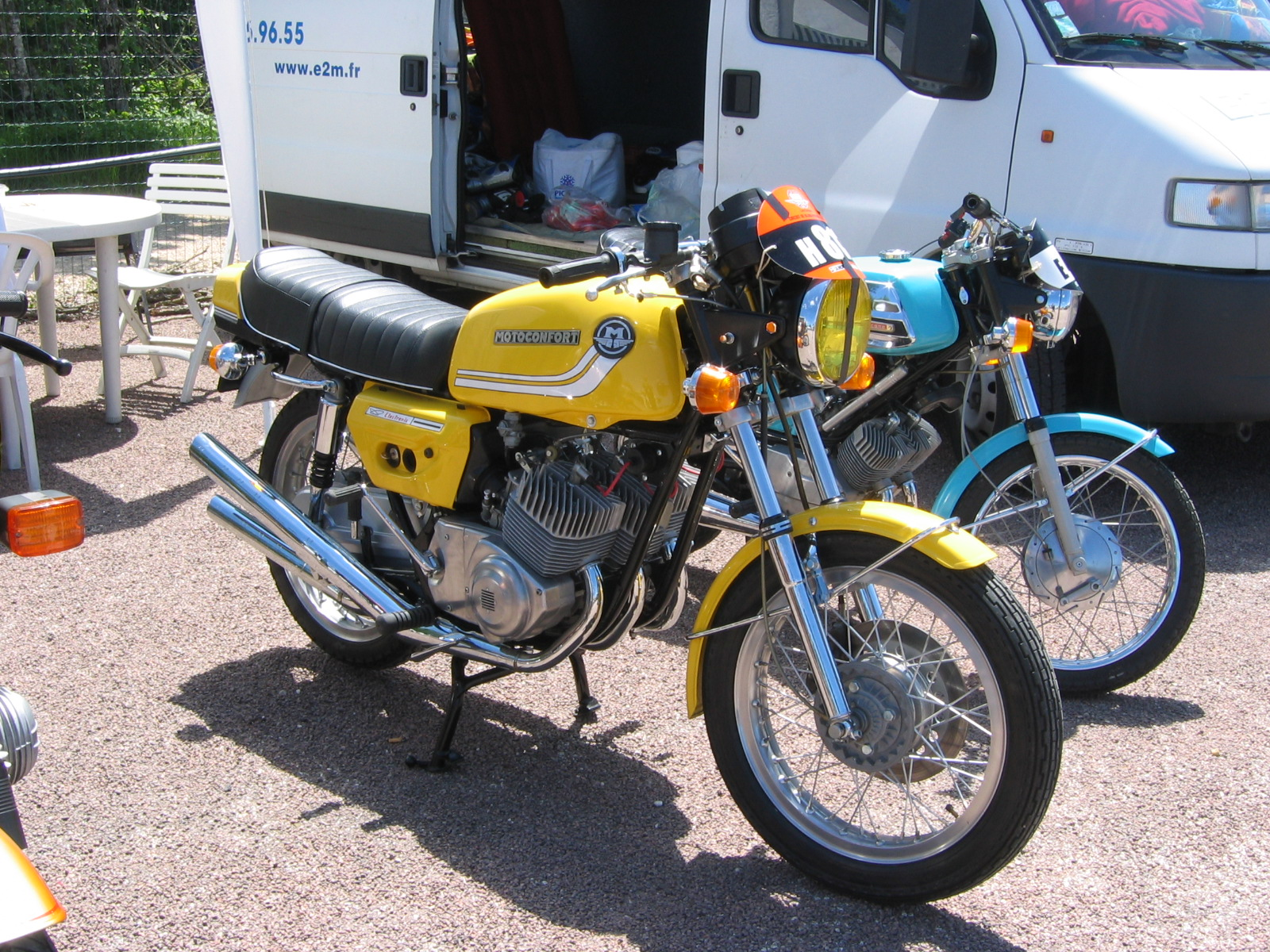
Motobécane 350

Motobécane war ein französischer Zweirad- und Motorenhersteller, der von 1923 bis 1984 existierte. Motobécane bedeutet übersetzt „Motordrahtesel“.

## Unternehmen
Motobécane stellte Motorräder (Motoconfort), Mofas (Mobylette/Moby ab 1949), die Vélosolex in Lizenz und nicht zuletzt Fahrräder her und war neben Peugeot einer der bekanntesten französischen Zweiradhersteller und einer der größten Zweiradhersteller Europas. Nach dem Konkurs 1984 wurde das Unternehmen von Yamaha gekauft, es wird unter dem Namen M.B.K. Industrie weitergeführt.
Als einer der ersten Fahrzeughersteller begann Motobécane Ende der 1940er mit der Entwicklung von Getrieben mit stufenloser Kraftübertragung, aus denen in den 1950er-Jahren der Typ Mobymatic hervorging.
Einzelteile von Motobécane sind mit einem breiten M gestempelt, dessen Mittelstriche bis zur Grundlinie reichen. Manchmal trägt dieses M eine dreizackige Krone. So können viele Einzelteile zumindest dem Hersteller zugeordnet werden. Andere Teile stammen von Zulieferern, z. B. die meisten Vergaser der motorisierten Fahrzeuge von Gurtner. Besonders rar sind wie bei vielen Oldtimern Teile aus Kautschuk und Elastomeren, da sie verhärten und rissig werden.
Einige Mofas von Motobécane waren für höhere Leistung ausgelegt, erhielten aber in Deutschland nur eine Betriebserlaubnis bis 25 km/h, um als Mofas zu gelten und ab 15 Jahren gefahren werden zu dürfen (Beispiel: Typ N 150). Diese Fahrzeuge wurden für den deutschen Markt gedrosselt ausgeliefert, was der Lebensdauer der Motoren zugutekam, wenn sie nicht frisiert wurden.
Motoren von Motobécane wurden auch in Leichtfahrzeugen wie dem Arola verwendet.

## Fahrräder

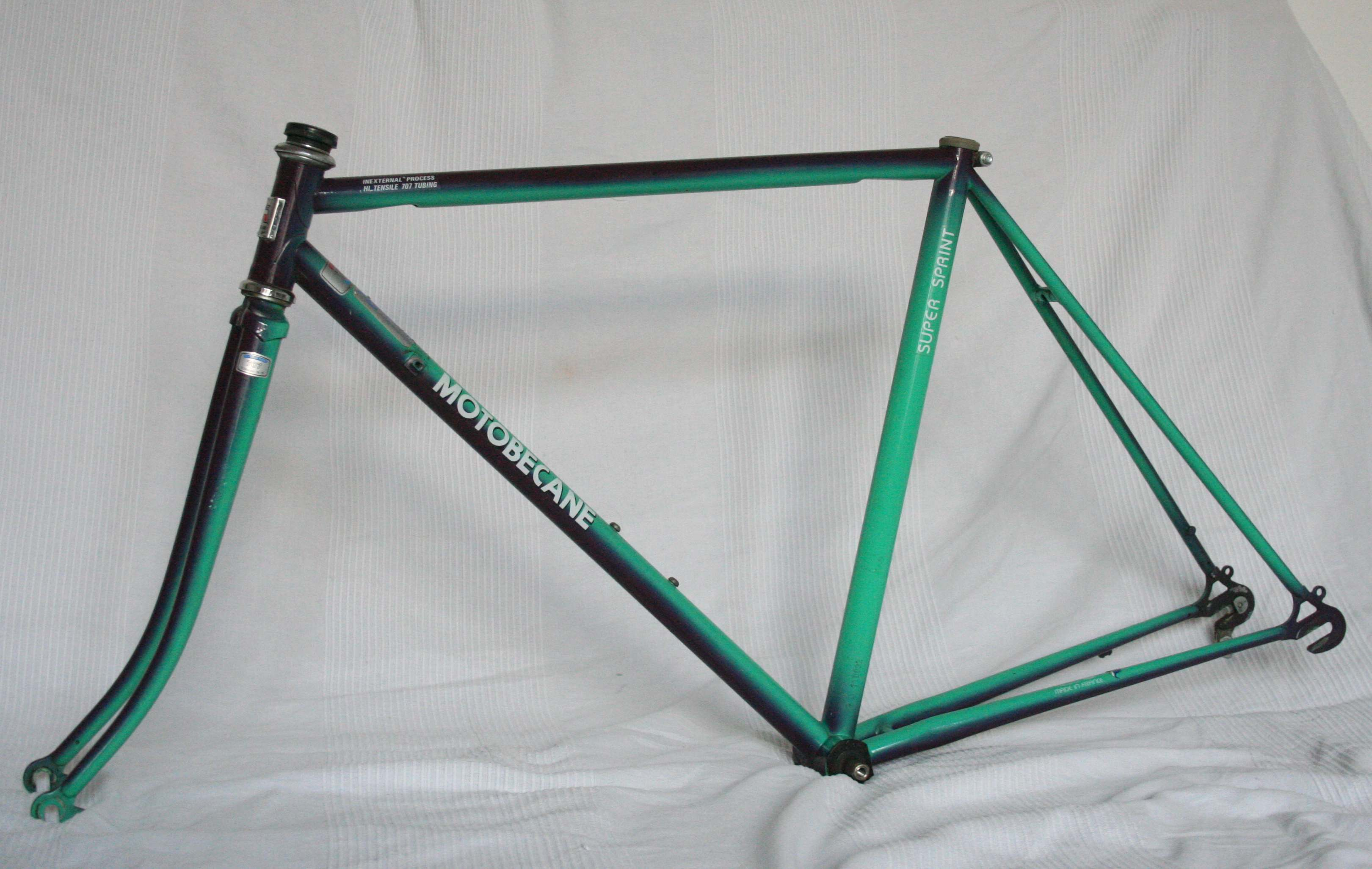
Motobécane-Rahmen aus Mitte der 1980er

Motobécane stellte ab den 1960er Jahren Fahrräder und ab den 1970er Jahren Rennräder her. Anfang der 1970er Jahre wagte Motobécane mit dem Team BiC in typischem Orange den Einstieg in die Rennszene. Bei der Tour de France 1971 gelang der Teamsieg, 1973 siegte Luis Ocaña auf seinem Motobécane Rennrad bei der Tour. Die Teamräder entstanden in einer eigenen, kleinen Abteilung, dem „atélier artisanale“, welche auch für Privatleute auf Bestellung und nach Maß fertigte, komplett mit Campagnolo und Cinelli Ausstattung und Rahmen und Gabel aus Reynolds-531-Rohr gefertigt. 
1984 waren in der Motobécane-Fahrradproduktion 2000 Menschen angestellt und der Name wurde in „MBK“ geändert. Der Markenname wurde unter Lizenz eines taiwanesischen Herstellers und wird heute von der HF Christiansen A/S in Dänemark genutzt. 2021 wurde angelehnt an das Siegerrad von Luis Ocaña das Concept Team Champion mit Reynolds 520 Rahmen und 16 Gängen (statt ursprünglich 12) auf den Markt gebracht. 2023, zum 100. Geburtstag der Marke, wurden moderne Gravelbikes mit Stahlrahmen präsentiert.

## Automobilprototypen
1958 entstand der Prototyp eines Kleinstwagens. Das vierrädrige Fahrzeug war als Strandwagen entworfen, ohne Dach und ohne Türen. Es bot je nach Quelle Platz für zwei oder vier Personen. Der Prototyp hatte einen gebläsegekühlten Einzylindermotor mit 125 cm³ Hubraum und 9 PS Leistung. Er war im Heck eingebaut und trieb die Hinterräder an.
1960 wurden Versuche mit einem geschlossenen Kleinwagen unternommen. Das Fahrzeug hatte Schiebetüren. Ein Vierzylindermotor mit 300 cm³ Hubraum oder ein Einzylinder-Zweitaktmotor trieb das Fahrzeug an.